# Professor Layton and the Diabolical Box
Professor Layton and the Diabolical Box (レイトン教授と悪魔の箱, Reiton-kyōju to Akuma no Hako), conhecido na Europa como Professor Layton and Pandora's Box, é o segundo jogo na série Professor Layton, da Level-5. É sucedido por um terceiro jogo, Professor Layton and the Unwound Future . O jogo apresenta o professor Layton e Luke viajando através do país num trem para resolver o mistério por trás de uma estranha caixa que dizem matar quem a abrir.

## Jogabilidade
Professor Layton and the Diabolical Box é um jogo de quebra-cabeça, no qual o jogador controla os movimento do Professor Layton e seu jovem assistente Luke através de várias áreas do jogo, incluindo: The Molentary Express, Dropstone, e muitas outras áreas, diferente do seu antecessor, que era confinado apenas à uma cidade. A medida que se vai completando diferentes quebra-cabeças, jogadores podem explorar diferentes áreas, resolver mistérios, e ajudar o professor na sua aventura.
Os menus de quebra-cabeça para esse jogo são muito parecidos com aqueles em Curious Village. Os quebra-cabeças incluem jogos de raciocínio, quebra-cabeças deslizantes, jogos de lógica e outros. São oferecidos ao jogador o quebra-cabeça e o valor dele em "picarats", e é dado tempo ilimitado para resolvê-lo. Cada quebra-cabeça tem 3 dicas disponíveis para ele, mas o jogador deve gastar uma "moeda de dica" para ver cada dica. Moedas de dica são limitadas; O jogador começa com 10, e muitas outras estão disponíveis ao longo do jogo. Uma vez que o jogador saiba a resposta, ele usa ela, escolhendo uma resposta, desenhando um círculo ao redor de uma parte específica, ou digitando com o reconhecimento de caracteres do Nintendo DS's touchscreen. Se o jogador está correto, os picarats são adicionados ao seu total, e algumas vezes também é recompensado com algum item. Se o jogador está errado, ele pode tentar resolver o quebra-cabeça indefinidamente, depois das primeiras duas tentativas erradas, o valor do quebra-cabeça decairá mais ou menos 10% para cada tentativa errada. Opcionalmente, um jogador pode desistir de um quebra-cabeça sem nenhum custo e tentar um outro, de qualquer forma certos quebra-cabeças são obrigatórios para o progresso no jogo. Uma vez que o quebra-cabeça foi completado, o jogador pode repetí-lo qualquer hora num dos menus do jogo.
Como recompensa por completar um quebra-cabeça, o jogador pode obter uma das três recompensas. Brinquedos de hamster são coletados para ajudar Luke a dar uma dieta apropriada a hamsters morbidamente obesos. Peças de uma câmera quebrada podem ser montadas para consertar uma velha câmera que Sammy acidentalmente derrubou. Também, podem ganhar ingredientes de chá para preparar algumas xícaras para Layton, Luke, e amigos, ou para tentar novas receitas. Completando todos os 138 quebra cabeças no jogo principal e cada um dos quebra-cabeças adicionais, o jogador pode acessar 15 quebra-cabeças adicionais acessíveis como um item bonus no jogo para um total de 152 quebra-cabeças (excluindo aqueles obtidos por download). O jogo é compatível com Nintendo Wi-Fi Connection, permitindo jogadores conectar à internet e destravar novos quebra-cabeças. O primeiro quebra-cabeça destravável estava disponível no dia do lançamento do jogo no japão, e um novo tem sido lançado a cada semana seguinte. Um novo é lançado todo domingo. Há também "A porta escondida" que está apenas disponível depois que o jogador encontra um código único no anterior.

## Personagens

### Personagens Principais
- Professor Hershel Layton (voz por Christopher Robin Miller)
- Luke Triton (voz por Lani Minella nos EUA e por Maria Darling no Reino Unido)

### Personagens Anteriores
- Inspector Chelmey (voz por Christopher Robin Miller)
- Flora (voz por Lani Minella)
- Don Paolo

### Novos Personagens
- Babette
- Sammy
- Mr. Beluga
- Katia
- Anton
- Sophia

## Trama
Professor Layton e Luke recebem uma carta convidando-os a visitar o mentor de Layton, Dr. Schrader. Dr. Schrader conta a Layton que ele adquiriu uma misteriosa caixa elísia, que dizem matar quem abrí-la. Dr. Schrader não pode esperar muito e conta a Layton que abrirá a caixa em breve. Quando Layton e Luke chegam, eles encontram Dr.Schrader morto, e a misteriosa caixa desaparecida. O inspetor Chelmey chega logo depois para investigar a morte, quando Luke, acreditando que ele era Don Paulo, começa a puxar a pele do rosto de Chelmey. Layton rapidamente intervém e para a luta, mas Chelmey estava enfurecido com Layton. Chelmey suspeita que um fóssil de dinossauro tenha envolvimento no assassinato, e acredita que Schrader o viu, e estava assustado quando morreu. Luke surpreende Chelmey e mostra como o ladrão deve ter fugido pela janela. Sentindo-se intimidado, Chelmey coloca Layton e Luke para fora do escritório de Schrader. Layton e Luke encontram um bilhete para o Molentary Express, que pode ter alguma relação com o mistério deles e sua aventura agora começa. Entretanto, o bilhete de trem não tem destino marcado nele. A dupla também encontra uma câmera quebrada na mão de Schrader, mas Chelmey confisca ela.
Enquanto isso no trem, Layton e Luke encontram Sammy, o condutor do trem (que sonha em se tornar um astro do rock) conta a eles que os vagões 1 e 2 (os vagões de luxo) são restritos apenas a quem pagou por eles. Eles também encontram alguém da realeza britânica, Babette, que perdeu seu garotinho Tom. Layton, Luke, e o Inspetor Chelmey começam a procurar provas no trem e eles encontram um sapato muito pequeno, e um chapéu muito pequeno. Até que, Layton e Luke sentem que estão sendo seguidos. Quando eles voltam, vêem uma misteriosa mulher com um cachorro. Layton e Luke a encontram e descobrem que é Flora Reinhold, a garota que salvaram no primeiro jogo. E o garotinho de Babette na verdade é um cãozinho,chamado Tom. Depois que Babette estava de novo com seu cão, Flora pergunta a Layton se ela pode se juntar a eles na caçada, Layton diz que será muito perigoso, e ela deve permanecer ao lado dele o tempo todo.
O trem para numa cidade chamada Dropstone, onde Layton encontra o dono do Molentary Express, Sr. Beluga, e diz que Sammy o condutor do trem é seu sobrinho. Dropstone está celebrando seu 50º aniversário, que estranhanhamente é o mesmo que o do Molentary Express. Layton, Luke, e Flora acham que Dropstone e o trem tem uma misteriosa conexão com a vila fantasma, Folsense, que não está em nenhum mapa, e só pode ser alcançada pelo Molentary Express. Enquanto fazem mais algumas investigações, Katia, outra parente do Sr. Beluga foge de casa por razões desconhecidas. Enquanto o grupo está investigando Dropstone, uma figura sombria está observando-os, e então silenciosamente passa os braços ao redor de Flora. Flora é então devolvida a Layton e Luke depois, e ajuda a dupla a abrir caminho até os vagões de luxo. O trio cai no sono no vagão 2, e todos tem o mesmo sonho que o vagão é trocado por um outro em outro trem. Quando eles acordam, eles estão num trem seguindo para Folsense, ao invés de Luxenbelle, que era o destino original.
Quando o trem para em Folsense, a cidade inteira está coberta de trevas. Quando eles estão deixando a estação, cada um começa a se sentir tonto. Quando Layton abre a porta, a cidade inteira está cheia de luzes brilhantes, confundindo o grupo mais uma vez. Flora, continua cansada de antes, descansa no hotel enquanto Layton e Luke investigam mais. Eles descobrem que não são o único grupo investigando a cidade; Chelmey e seu assistente Barton estão procurando pelo criminoso, Sr. Beluga força Sammy a procurar a caixa pela cidade, e a garota Katia está procurando por ela por suas próprias razões. Eles também vêem o símbolo de uma cabra em todo lugar, é revelado que o símbolo pertence a família Herzen. Eles também ouvem rumores de que um vampiro vive nas profundezas do castelo Herzen na floresta ao redor da cidade, e encontram um velho diário escrito por uma figura desconhecida, que se apaixonou por uma garota que repentinamente o abandonou. O diário descreve como a grande cidade de Folsense uma vez grande, até que o duke (seu fundador) se tornou obssessivo em minerar raros metais e lançar uma terrível doença na cidade.
Enquanto investigavam Folsense percebem que ela tem uma grande conexão com a caixa elísia, Chelmey diz que tem a foto da caixa no seu bolso. Quando Chelmey procura por ela, um buraco no seu bolso deixou cair os pedaços através da cidade. Layton e Luke encontram todos os pedaços e montam a foto. Chelmey diz que sabe quem tem a caixa elísia, e chama todos para procurarem a caixa juntos. Layton e Luke são arrastados por Flora que está ansiosa para sair e encontrar a caixa. Layton mostra a ela a foto da caixa (mas ainda faltando um pedaço) e ela diz que tem uma cabra bonitinha na frente, que intriga a suspeita de Layton. Chelmey começa a prender o inocente Sammy, quando Layton intervém. Layton diz que a caixa elísia foi vista por apenas uma pessoa da sala.
Ele então aponta para Flora e a acusa de roubar a caixa elísia. Flora então fica muito frustrada, e Layton a desafia para revelar a verdadeira identidade dela, ela remove a máscara e revela que era ninguém menos que Don Paolo. Paolo diz que sequestrou Flora e a abandonou em Dropstone. Ele roubou a caixa elísia do Dr. Schrader depois que ele morreu, e pulou pela janela. Chelmey então começa a prender Paolo por seus inúmeros crimes, mas Don Paolo rapidamente foge, deixando a caixa elísia. Layton diz que ele está muito perto de resolver o mistério para retornar a Folsense, mas buscará Flora no caminho de volta à Londres. Eles então tentam abrir a caixa elísia. Layton abre a caixa, completamente desarmado, e encontra ela vazia. Ele encontra mais evidências que sugerem que a caixa é do castelo na borda da cidade.
Depois de ler mais do velho diário, é revelado que a doença que fez muita gente fugir de Folsense foi encontrada numa pequena vila distante. Isto tudo acontece 50 anos antes, o mesmo ano que Dropstone e o Molentary Express foram fundados. Layton e Luke decidem ir ao castelo Herzen, mas o único meio de chegar é através da floresta "assombrada", e encarar o vampiro no castelo. Enquanto viajam, Luke vê um fantasma, e Layton mostra que ele está tendo alucinações.
Layton e Luke vão até o castelo onde eles encontram o misterioso Anton. Layton conta a ele que os sinais na caixa sugerem que ela pertence a essa família, mas Anton diz que é muito vulgar para ele, e que ela não combina com seu gosto. Mas como uma recompensa por trazer a caixa até ele, Anton convida Layton e Luke a passar a noite no castelo. No outro dia, Anton vai ao baile real, e Luke reconhece a parceira de dança de Anton como Katia, a parente de Sr. Beluga. Katia diz não ser essa pessoa. Todos os convidados do baile transformam-se em terríveis vampiros, e Anton conduz Layton e Luke juntos até o subsolo. Layton e Luke resolvem inúmeros quebra-cabeças para escapar do castelo. Quando eles escapam, eles vêem a velha mina de ouro de duke, e Luke aponta os terríveis gases saindo da mina.
A dupla então encontra Katia no castelo, que conta que eles precisam sair tão rápido quanto possível. Enquanto eles correm até a saída, Anton para eles. Então diz que Layton está tentando roubar seu amor, Sophia. Layton, Luke, e Katia estão extremamente confusos, mas Anton desafia Layton a uma luta de espadas pela honra de Sophia/Katia. Katia corre até Anton tentando fazê-lo parar de dizer aquilo. Como todos estão confusos, Katia concorda em contar a verdade sobre o vilarejo de Folsense.
Katia explica que Folsense é atualmente uma cidade fantasma. Layton concorda, dizendo que abaixo do castelo de Anton está a mina que solta gás alucinógeno que fez Folsense abandonar a aparência de cidade viva. Anton, que aparenta ser jovem, é na verdade 50 anos mais velho do que aparenta. Anton, que pensa estar vivendo sua vida de 50 anos atrás, encontra nisto uma surpresa. Katia conta a Anton que ela não é Sophia, mas que é a neta de Sophia. Ela conta que Sophia morreu um ano antes, e está enterrada em Dropstone. Anton, que não quer aceitar a novidade da morte de Sophia (já que ele está esperando o retorno dela há 50 anos) enlouquece, e acidentalmente corta o suporte do seu enorme lustre. O lustre quebra no chão do frágil castrelo e causa uma reação em cadeia, e eventualmente o castelo de Anton começa a desmoronar. Um pedaço do teto cai bem sobre o lugar onde Katia está. O frágil e velho Anton não pôde resgatá-la a tempo, então Layton empurrou ela para fora do caminho. Nenhum deles está machucado, e Anton percebe que Layton é uma boa pessoa.
Eles escapam do castelo desmoronando, a entrada para a mina é selada, e as ilusões da vila param. A aparente brilhante e habitada Folsense, torna-se escura e vazia. O jovem Anton torna-se velho e frágil. Anton, que vê seu eu real, começa a chorar. Layton, sente compaixão por ele, ainda com a caixa elísia em mãos. Anton conta a Luke o meio de abrí-la que revela o compartimento secreto, e eles encontram uma carta de Sophia. Anton lê a carta dizendo que Sophia estava grávida dele, e ela não queria deixá-lo. Ela quis dar à sua criança uma vida melhor em Dropstone, e ela sempre lembraria dele. Ela explicou que muitos anos depois, sua bela neta nasceu, Katia. Sophia escreveu se desculpando por nunca ter voltado para visitá-lo, mas que sempre o amou. Anton, começa a chorar por seu verdadeiro amor Sophia, mas quando abraça Katia. Ele diz que por todos esses anos estava cheio de ódio e fúria, mas agora lembra como amar novamente, isto faz ele se sentir melhor. Ele amaldiçôou todos que abriram sua preciosa caixa, mas agora deseja bençãos sobre todos. Ele reza para que tenha um pouco mais de tempo na terra para gastar com sua neta, mas em breve ele irá e estará com Sophia novamente. Layton revela como a caixa foi feita de raros metais que o duke encontrou nas minas. As gemas soltam o gás, que faz elas encontrarem o que elas querem ver. Se a pessoa que abriu a caixa esperava morrer, ela vai morrer na vida real. Layton e Luke estão felizes em ter podido ajudar, e retornam a Londres pelo Molentary Express. O narrador então diz que a caixa era amaldiçoada para quem acreditava na maldição, mas ela era o canal para o amor de duas pessoas. O jogo termina com Layton lendo um artigo de jornal e mostrando a Luke e Flora que o Dr. Schrader acordou da maldição do sono se sentindo muito bem.
Como é a segunda parte de uma trilogia, a história principal termina com uma mensagem "to be continued" e uma figura de Luke e Layton parados em frente a um grande dispositivo como relógio.

## Gameplay

### O Baú do Professor
O baú do professor difere suavemente de Vila Curiosa nas 4 novidades seguintes: "Velho Diário", "Câmera Única", "Hamster", e "Chá de Ervas." Elas funcionam de maneira semelhante a 'Hotel' e 'Pintando' sub-jogos da primeira história; resolver quebra-cabeças e obter itens para o hamster, um novo ingrediente de chá, uma peça da câmera, ou resolver uma charada no Jornal.

### Modo Secreto
Dentro do modo secreto, há 4 coisas: Os semanalmente baixáveis quebra-cabeças do primeiro jogo, o "Índice de Quebra-cabeças", "Desafios do Layton" e uma seção bônus. Há muitas novidades similares ao primeiro inclusas em Curious Village.

#### Materiais Bônus
Os materiais bônus inclusos são Fichas dos Personagens, Cenas do Jogo, Clipes de Áudio, vídeos e trilha sonora. O jogo também inclui uma seção de material bônus bloqueada com senha, onde códigos do primeiro e do terceiro jogo podem ser usados para obter recompensas.

## Recepção
Em 9 de Julho de 2008, o jogo vendeu 815.369 cópias no Japão, de acordo com Famitsu.